# Lithomanteidae

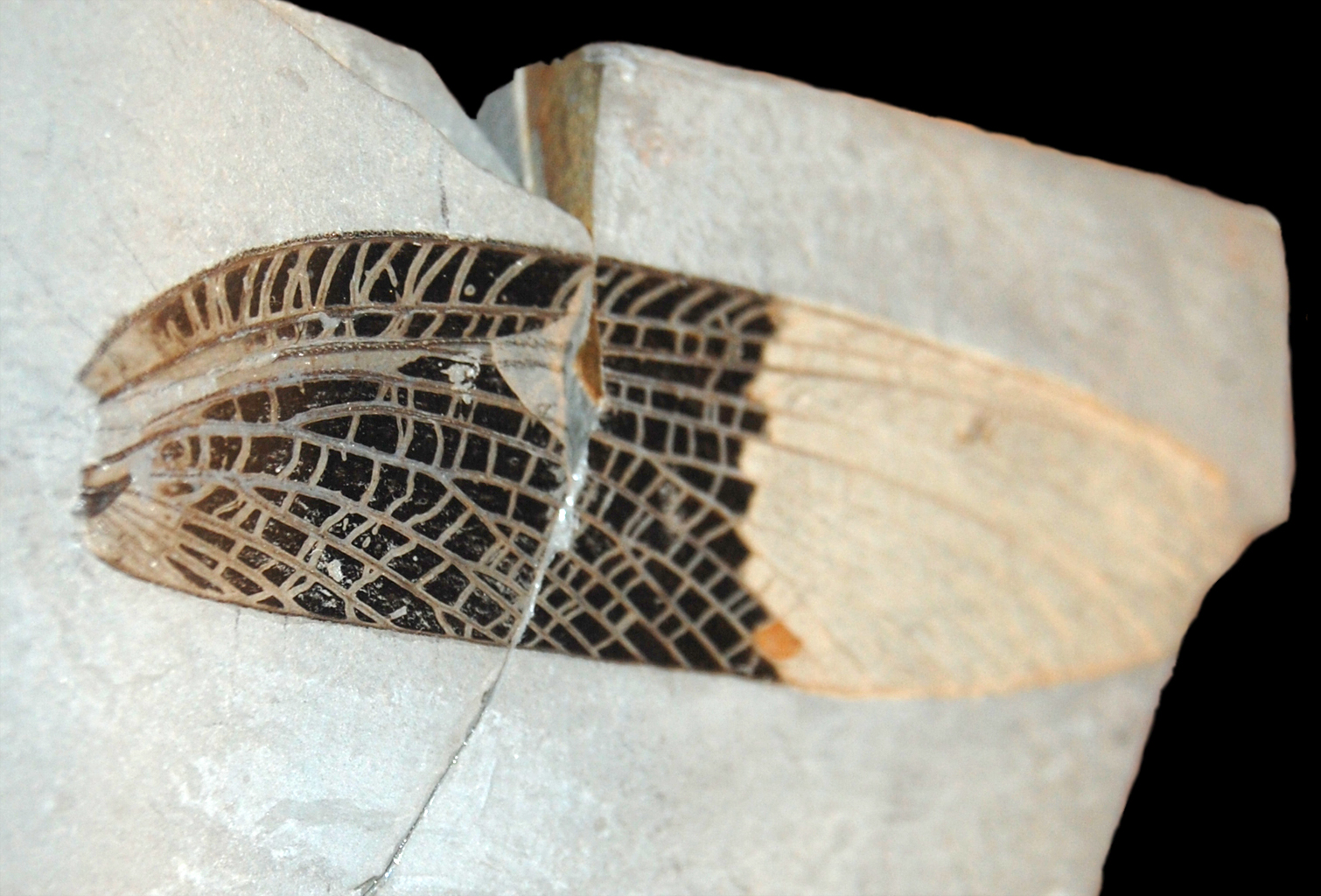
Отпечаток крыла Lithomantis bohemica

Lithomanteidae (лат.) — семейство вымерших насекомых с неполным превращением из отряда палеодиктиоптер. Остатки представителей семейства встречается в палеозойских отложениях Европы и Северной Америки времён каменноугольного периода (318,1—298,9 млн лет назад).
Их ноги были короткие и крепкие, напоминали ноги подёнок. Переднегрудь имела пару лопастей, присоединённых к переднеспинке. Данные лопасти сильно склеротизированы, имели систему жилок, гомологичную жилкованию крыльев. Церки также очень крупные. Базальные пластинки крыльев такого же типа, как у Protodonata и стрекоз. Предположительно обитали в кронах деревьев и питались соками семязачатков с помощью колющего хоботка.

## Классификация
В семейство включают следующие вымершие роды и виды:
- Род †Archaeophasma Matthew, 1910
  - †Archaeophasma grandis Matthew, 1910
- Род †Catadyesthus Handlirsch 1906
  - †Catadyesthus priscus Andrée, 1864
- Род †Dyscritus Scudder, 1868
  - †Dyscritus vetustus Scudder, 1880
- Род †Lithomantis Woodward, 1876
  - †Lithomantis bohemica Novak, 1880
  - †Lithomantis carbonarius Woodward, 1876
  - †Lithomantis meyeri Brauckmann et al., 2009
  - †Lithomantis varius Brauckmann et al., 1985
  - †Lithomantis woodwardi Brongniart, 1890
- Род †Lusiella Laurentiaux and Teixeira, 1958
  - †Lusiella fariai Laurentiaux and Teixeira, 1958
  - †Lusiella greberi Laurentiaux, 1949